# Živnostenská záložna v Kuklenách
Živnostenská záložna v Kuklenách byl regionální peněžní ústav, který fungoval v letech 1914–1953.

## Historie
8. července 1914 byla v Kuklenách založena Živnostenská záložna. Členy prvního představenstva byli: Václav Kňourek, hostinský a majitel pohřebního ústavu v Kuklenách jako předseda, Viktor Fuchs jako místopředseda. 18. ledna 1915 byl okresnímu hejtmanství předložen návrh stanov. 10. května 1918 se krajský soud ptal, zda byla Živnostenská záložna v Kuklenách uvedena v život a zda dle svých stanov vyvíjí činnost. Odpověď obce zněla, že nebyla.
V roce 1934 byla záložna přejmenována na “Živnostensko-občanskou záložnu v Kuklenách”. To již v jejím čele stál K. Rychlík. Následujícího roku měla 175 členů s 329 závodními podíly po 100 Kč. O rok později v záložně bylo 171 členů s 316 závodními podíly a v roce 1937 spadla členská základna na 165 s 299 závodními podíly. V době hospodářské krize byl tento peněžní ústav znám svým sociálním cítěním, takže věnoval větší finanční obnosy na vyvařovací akce a ve prospěch nezaměstnaných. V době okupace nebylo povoleno střadatelům vyzvedávat peníze ze záložny, vznikem “Ústřední banky
družstev” napojené na “Deutsche Genossenchaft Kasse” v Berlíně v roce 1942 nastala nucená centralizace záloženského systému a vedle toho bylo nařízeno užívat také německého názvu “Gewerbe-Bürgervorschusskasse”.
Od roku 1947 nese ústav název Kuklenská záložna v Kuklenách. V roce 1948 se záložna stala povinným členem Okresní spořitelny a záložny v Hradci Králové podle zákona č. 181/1948 Sb. a od roku 1953 byla sloučena se Státní spořitelnou v Hradci Králové, čímž zanikla.